# Esqui estilo livre nos Jogos Olímpicos de Inverno de 2018 - Aerials masculino
O aerials masculino do esqui estilo livre nos Jogos Olímpicos de Inverno de 2018 foi disputado nos dias 17 e 18 de fevereiro no Parque de Neve Phoenix, em Pyeongchang.

## Medalhistas
| Ouro   | UKR Oleksandr Abramenko |
| Prata  | CHN Jia Zongyang        |
| Bronze | OAR Ilya Burov          |

## Programação
Horário local (UTC+9).
| Data            | Horário | Evento         |
| --------------- | ------- | -------------- |
| 17 de fevereiro | 20:00   | Qualificação 1 |
| 17 de fevereiro | 20:45   | Qualificação 2 |
| 18 de fevereiro | 20:00   | Final 1        |
| 18 de fevereiro | 20:29   | Final 2        |
| 18 de fevereiro | 20:52   | Final 3        |

## Resultados

### Qualificação

#### Qualificação 1
Na primeira rodada de classificação, os seis primeiras atletas classificam-se diretamente à final. Os atletas restantes disputam a qualificação 2.
| Pos. | Ordem | Atleta                   | Pontuação | Notas |
| ---- | ----- | ------------------------ | --------- | ----- |
| 1    | 10    | USA Jonathon Lillis      | 127.44    | Q     |
| 2    | 5     | CHN Qi Guangpu           | 126.70    | Q     |
| 3    | 2     | CHN Jia Zongyang         | 126.55    | Q     |
| 4    | 15    | BLR Stanislau Hladchenko | 126.11    | Q     |
| 5    | 16    | OAR Pavel Krotov         | 124.89    | Q     |
| 6    | 8     | CAN Olivier Rochon       | 124.34    | Q     |
| 7    | 25    | SUI Dimitri Isler        | 123.98    |       |
| 8    | 7     | OAR Ilya Burov           | 123.98    |       |
| 9    | 6     | UKR Oleksandr Abramenko  | 123.01    |       |
| 10   | 13    | CHN Wang Xindi           | 121.24    |       |
| 11   | 3     | BLR Anton Kushnir        | 120.80    |       |
| 12   | 1     | OAR Maxim Burov          | 117.65    |       |
| 13   | 27    | SUI Noe Roth             | 116.06    |       |
| 14   | 26    | SUI Mischa Gasser        | 113.72    |       |
| 15   | 18    | AUS David Morris         | 112.83    |       |
| 16   | 14    | CHN Liu Zhongqing        | 107.08    |       |
| 17   | 12    | JPN Naoya Tabara         | 103.98    |       |
| 18   | 4     | BLR Maxim Gustik         | 92.92     |       |
| 19   | 30    | KAZ Ildar Badrutdinov    | 89.18     |       |
| 20   | 28    | SUI Nicolas Gygax        | 88.29     |       |
| 21   | 9     | CAN Lewis Irving         | 87.17     |       |
| 22   | 17    | USA Eric Loughran        | 86.28     |       |
| 23   | 11    | USA Mac Bohonnon         | 85.97     |       |
| 24   | 29    | GBR Lloyd Wallace        | 73.06     |       |
| 25   | 19    | OAR Stanislav Nikitin    | 70.59     |       |

#### Qualificação 2
Na segunda rodada de classificação os seis primeiras atletas se classificam à final.
| Pos. | Ordem | Atleta                  | 1ª rodada | 2ª rodada | Melhor | Notas |
| ---- | ----- | ----------------------- | --------- | --------- | ------ | ----- |
| 1    | 7     | OAR Ilya Burov          | 123.98    | 126.55    | 126.55 | Q     |
| 2    | 18    | AUS David Morris        | 112.83    | 124.89    | 124.89 | Q     |
| 3    | 25    | SUI Dimitri Isler       | 123.98    | 88.94     | 123.98 | Q     |
| 4    | 6     | UKR Oleksandr Abramenko | 123.01    | 123.08    | 123.08 | Q     |
| 4    | 14    | CHN Liu Zhongqing       | 107.08    | 123.08    | 123.08 | Q     |
| 6    | 26    | SUI Mischa Gasser       | 113.72    | 121.72    | 121.72 | Q     |
| 7    | 3     | BLR Anton Kushnir       | 120.80    | 121.27    | 121.27 |       |
| 8    | 13    | CHN Wang Xindi          | 121.24    | 96.38     | 121.24 |       |
| 9    | 1     | OAR Maxim Burov         | 117.65    | 116.37    | 117.65 |       |
| 10   | 27    | SUI Noe Roth            | 116.06    | 116.64    | 116.64 |       |
| 11   | 11    | USA Mac Bohonnon        | 85.97     | 112.39    | 112.39 |       |
| 12   | 19    | OAR Stanislav Nikitin   | 70.59     | 111.06    | 111.06 |       |
| 13   | 12    | JPN Naoya Tabara        | 103.98    | 78.73     | 103.98 |       |
| 14   | 29    | GBR Lloyd Wallace       | 73.06     | 100.03    | 100.03 |       |
| 15   | 30    | KAZ Ildar Badrutdinov   | 89.18     | 94.47     | 94.47  |       |
| 16   | 4     | BLR Maxim Gustik        | 92.92     | 89.14     | 92.92  |       |
| 17   | 28    | SUI Nicolas Gygax       | 88.29     | 88.92     | 88.92  |       |
| 18   | 9     | CAN Lewis Irving        | 87.17     | 78.73     | 87.17  |       |
| 19   | 17    | USA Eric Loughran       | 86.28     | 72.40     | 86.28  |       |

### Finais
Na fase final são três rodadas de saltos, com três esquiadores sendo eliminadas após a primeira rodada e outros três eliminadas após a segunda rodada. A terceira rodada é decisiva e é composta por seis atletas.
| Pos. | Ordem | Atleta                   | 1ª rodada | Pos. | 2ª rodada   | Pos.        | 3ª rodada   | Pos.        |
| ---- | ----- | ------------------------ | --------- | ---- | ----------- | ----------- | ----------- | ----------- |
| 01 ! | 6     | UKR Oleksandr Abramenko  | 125.67    | 3    | 125.79      | 4           | 128.51      | 1           |
| 02 ! | 2     | CHN Jia Zongyang         | 118.55    | 9    | 128.76      | 1           | 128.05      | 2           |
| 03 ! | 7     | OAR Ilya Burov           | 122.13    | 6    | 123.53      | 6           | 122.17      | 3           |
| 4    | 16    | OAR Pavel Krotov         | 126.11    | 2    | 124.89      | 5           | 103.17      | 4           |
| 5    | 8     | CAN Olivier Rochon       | 125.67    | 4    | 128.05      | 2           | 98.11       | 5           |
| 6    | 15    | BLR Stanislau Hladchenko | 123.01    | 5    | 126.70      | 3           | 92.61       | 6           |
| 7    | 5     | CHN Qi Guangpu           | 127.44    | 1    | 122.17      | 7           | Não avançou | Não avançou |
| 8    | 10    | USA Jonathon Lillis      | 121.68    | 7    | 95.47       | 8           | Não avançou | Não avançou |
| 9    | 14    | CHN Liu Zhongqing        | 119.47    | 8    | 94.57       | 9           | Não avançou | Não avançou |
| 10   | 18    | AUS David Morris         | 111.95    | 10   | Não avançou | Não avançou | Não avançou | Não avançou |
| 11   | 26    | SUI Mischa Gasser        | 99.12     | 11   | Não avançou | Não avançou | Não avançou | Não avançou |
| 12   | 25    | SUI Dimitri Isler        | 97.79     | 12   | Não avançou | Não avançou | Não avançou | Não avançou |

Legenda
| Recorde mundial      | Recorde mundial (World record)               |                       | Recorde africano                      | Recorde africano (African) |                                           | Q | Classificado por posição (Qualified) |
| Recorde olímpico     | Recorde olímpico (Olympic record)            | Recorde da América    | Recorde da América (Americas)         | q                          | Classificado por melhor tempo (Qualified) |   |                                      |
| Melhor marca do ano  | Melhor marca do ano (World leading)          | Recorde asiático      | Recorde asiático (Asian)              | DNS                        | Não largou (Did not start)                |   |                                      |
| Recorde nacional     | Recorde nacional (National record)           | Recorde europeu       | Recorde europeu (European)            | DNF                        | Não terminou (Did not finish)             |   |                                      |
| Recorde pessoal      | Recorde pessoal do atleta (Personal best)    | Recorde da Oceania    | Recorde da Oceania (Oceania)          | DSQ / DQ                   | Desclassificado (Disqualified)            |   |                                      |
| Recorde da temporada | Recorde da temporada do atleta (Season best) | Recorde sul-americano | Recorde sul-americano (South America) | NM                         | Sem marca (No mark)                       |   |                                      |